# Liste von durch den IS ermordeten Gefangenen
Die Liste von durch den IS ermordeten Gefangenen enthält Fälle von ermordeten Personen durch die terroristisch agierende salafistische Miliz Islamischer Staat (IS), die in den Medien aufgegriffen wurden und darf nicht als umfassende oder gar vollständige Darstellung aller Morde durch den IS verstanden werden. Der IS untermauert seinen Anspruch auf Macht durch „Hinrichtungen“, darunter auch viele Massenmorde und beruft sich dabei auf seine Interpretation der Scharia. Mitte November 2014 gingen Beobachter von mindestens 1.500 Exekutionen allein in Syrien aus. Häufig werden Bildaufnahmen über die sozialen Medien verbreitet, welche von dem IS als Propaganda für die eigene Sache gesehen werden. Bei der Ermordung ausländischer Geiseln trat bis zu seinem Tod durch einen Drohnenangriff am 12. November 2015 meist auch ein Täter in Erscheinung, der von den westlichen Medien als Jihadi John bezeichnet wurde. Bei den Morden tragen die Opfer häufig Kleidung, die die der Häftlinge im Guantanamo Bay-Gefängnis angelehnt ist.
Die syrisch-kurdische Schlucht Houtat Sulūk wurde insbesondere vom IS als Massengrab genutzt.

## Liste
| Mutmaßlicher Tatzeitpunkt | Veröffentlichung in den Medien | Opfer                                                                         | Beschreibung | Quelle(n)                                          |
| ------------------------- | ------------------------------ | ----------------------------------------------------------------------------- | --- | -------------------------------------------------- |
| Frühjahr 2014             | 25. Oktober 2014               | Sergej Gorbunow                                                               | Der russische Techniker wurde am 24. Oktober 2013 in Syrien entführt und im Frühjahr 2014 getötet. Bilder seiner Hinrichtung wurden den anderen IS-Gefangenen mit dem Hinweis gezeigt, dass sie ebenfalls exekutiert werden, falls die Regierungen ihrer Herkunftsländer kein Lösegeld zahlen. |                                                    |
| 10. Juni 2014             | 25. August 2014                | etwa 670 Strafgefangene in Mossul                                             | Bei der Einnahme der Stadt Mossul soll es am 10. Juni 2014 zu einem Massaker an etwa 670 überwiegend schiitischen Häftlingen im Gefängnis Badusch gekommen sein. |                                                    |
| 12. Juni 2014             | 15. Juni 2014                  | 770 bis 1700 gefangene irakische Soldaten in Tikrit                           | Beim Massaker von Tikrit wurden in den Tagen nach der Eroberung der Stadt am 12. Juni 2014 mehrere hundert irakische Soldaten hingerichtet. Nach Schätzungen von Human Rights Watch wurden circa 770 Personen getötet. Der IS gab an, etwa 1700 schiitische Soldaten exekutiert zu haben. Bei Camp Speicher wurden im Dezember 2015 Massengräber gefunden. | ,                                                  |
| Juni 2014                 | 26. August 2014                | etwa 700 Turkmenen bei Beshir                                                 | Beim nordirakischen Dorf Beshir wurden ab dem 11. Juni 2014 schätzungsweise 700 Turkmenen vom IS hingerichtet. |                                                    |
| Juni 2014                 | 29. Juni 2014                  | neun Männer bei Aleppo                                                        | Ende Juni 2014 wurden insgesamt neun Mitglieder anderer Rebellengruppen bei Aleppo gekreuzigt. |                                                    |
| ab Juli 2014              | ab Juli 2014                   | mehrere hundert oder tausend Jesiden im Irak                                  | Beim Vormarsch der IS-Milizen in den Nordirak wurden in zahlreichen Städten und Dörfern Massenexekutionen an kurdischen Jesiden durchgeführt. Allein in Sindschar sollen etwa 500 Menschen hingerichtet worden sein. Die genaue Zahl der Opfer ist unbekannt, die UN geht von bis zu 5000 Toten aus. Viele Personen gelten als vermisst, in einigen zurückeroberten Gebieten wie in Hardan wurden Massengräber entdeckt. | ,                                                  |
| Juli 2014                 | 19. Juli 2014                  | etwa 200 syrische Soldaten bei Homs                                           | Bei der zwischenzeitlichen Einnahme des Scha'ar-Erdgasfelds bei Homs wurden Mitte Juli 2014 etwa 200 syrische Soldaten vom IS exekutiert. |                                                    |
| Juli 2014                 | 26. Juli 2014                  | etwa 50 syrische Soldaten in Ar-Raqqah                                        | Eine Reihe von Enthauptungen fand nach dem Fall des Hauptquartiers der 17. Division in Ar-Raqqah am 25. Juli 2014 statt. | [ 3 ]                                              |
| August 2014               | 16. August 2014                | etwa 930 Angehörige eines syrischen Stammes im Gouvernement Deir ez-Zor       | Anfang August 2014 wurden im syrischen Gouvernement Deir ez-Zor etwa 700 Angehörige des Volksstammes Schuʿaitat hingerichtet, der gegen den IS rebelliert hatte. Unter den Toten waren circa 100 bewaffnete Kämpfer, die meisten Opfer waren Zivilisten. Später wurde ein Massengrab mit etwa 230 weiteren Getöteten gefunden. | ,                                                  |
| August 2014               | 19. August 2014                | James Foley                                                                   | Foley war ein US-amerikanischer Journalist. Er war am 22. November 2012 in Syrien nahe der türkischen Grenze entführt worden. Das Video mit seiner Enthauptung erschien am 19. August 2014. |                                                    |
| August 2014               | 23. August 2014                | 18 Personen in Syrien                                                         | In der zweiten Augusthälfte 2014 wurden an verschiedenen Orten in Syrien (unter anderem im Gouvernement ar-Raqqa) mindestens 18 Menschen öffentlich hingerichtet, weil sie mit der Regierung von Baschar al-Assad zusammengearbeitet haben sollen. Einige Opfer wurden an zentralen Plätzen gekreuzigt. |                                                    |
| August 2014               | 28. August 2014                | Ali al-Sayyed                                                                 | Ali al-Sayyed war ein libanesischer Soldat im Rang eines Leutnants. Er geriet in Arsal in die Gefangenschaft des IS. Am 28. August 2014 wurde ein Video veröffentlicht, das seine Enthauptung zeigte. |                                                    |
| August 2014               | 28. August 2014                | ein Soldat der Peschmerga                                                     | Ein namentlich nicht genannter Kämpfer der Peschmerga wurde vor laufender Kamera enthauptet, das Video erschien am 28. August 2014. |                                                    |
| August 2014               | 28. August 2014                | etwa 160 syrische Soldaten in at-Tabqa                                        | Nach Angaben der Syrischen Beobachtungsstelle für Menschenrechte handelte es sich bei den Opfern um Soldaten einer Einheit, die beim Fall des Militärflugplatzes at-Tabqa Ende August 2014 vor den Kämpfern des IS fliehen wollten. Filmaufnahmen des IS zeigten die gefangenen Soldaten bei einem Marsch barfuß in Unterhosen. |                                                    |
| September 2014            | 2. September 2014              | Steven Sotloff                                                                | Der amerikanisch-israelische Journalist wurde im August 2013 bei Aleppo entführt. Das Video seiner Enthauptung wurde am 2. September 2014 verbreitet. |                                                    |
| September 2014            | 6. September 2014              | Abbas Medlej                                                                  | Medlej zählte zu einer Gruppe von etwa 19 libanesischen Soldaten, die im August 2014 in die Gefangenschaft des IS gerieten. Er wurde im September 2014 nach einem Fluchtversuch enthauptet, Bilder der Tat erschienen am 6. September 2014. |                                                    |
| September 2014            | 13. September 2014             | David Haines                                                                  | Der britische Entwicklungshelfer wurde im März 2013 in Syrien entführt. Am 13. September 2014 wurde das Video seiner Enthauptung veröffentlicht. |                                                    |
| September 2014            | 24. September 2014             | Samira Salih Ali an-Nu'aimi und zehn frühere Parlamentskandidaten in Mossul   | Neben zehn ehemaligen Parlamentskandidaten wurde die irakische Anwältin und Menschenrechtsaktivistin al-Nuaimi Mitte September 2014 in Mossul vom IS nach fünftägiger Folter öffentlich hingerichtet, weil sie die Zerstörung religiöser Stätten durch den IS kritisiert hatte. |                                                    |
| September 2014            | 24. September 2014             | Hervé Gourdel                                                                 | Der französische Bergführer Gourdel wurde von Angehörigen eines algerischen IS-Ablegers am 21. September 2014 entführt und wenige Tage später vor laufender Kamera enthauptet. Ein Video der Tat erschien am 24. September 2014. |                                                    |
| Oktober 2014              | 1. Oktober 2014                | fünf kurdische Kämpfer und fünf weitere Personen in Kobane                    | Der IS berichtete Anfang Oktober 2014 von fünf enthaupteten kurdischen Kämpfern, darunter drei Frauen, in Kobane. Zudem wurden vier arabische Rebellen und ein kurdischer Zivilist hingerichtet. | ,                                                  |
| Oktober 2014              | 3. Oktober 2014                | Alan Henning                                                                  | Der britische Taxifahrer und Entwicklungshelfer war im Dezember 2013 bei der Begleitung eines Hilfskonvois vom IS gefangen genommen worden. Das Video seiner Enthauptung wurde am 3. Oktober 2014 verbreitet. |                                                    |
| Oktober 2014              | 11. Oktober 2014               | mehrere Frauen in Mossul und Tal Afar                                         | Am 11. Oktober 2014 wurde bekannt, dass mindestens acht irakische Akademikerinnen und Politaktivistinnen in Mossul und Tal Afar hingerichtet wurden. Darunter waren zwei Ärztinnen, eine Juristin und eine ehemalige Kandidatin für den Stadtrat in Mossul. | (Memento vom 12. Oktober 2014 im Internet Archive) |
| Oktober 2014              | 11. Oktober 2014               | Raad Mohammed al-Azzawi und 15 weitere Gefangene im Irak                      | Der irakische Kameramann al-Azzawi, der am 7. September 2014 vom IS gefangen genommen worden war und eine Zusammenarbeit mit dem IS verweigert hatte, sowie sein Bruder und 14 weitere Gefangene wurden laut Meldungen vom 11. Oktober 2014 u. a. in Samarra und Baidschi hingerichtet. |                                                    |
| Oktober 2014              | 14. Oktober 2014               | Muhannad al-Akidi                                                             | Der irakische Journalist al-Akidi wurde seit Juli 2014 in Mossul festgehalten, Mitte Oktober 2014 wurde er erschossen. Seine Leiche wies Spuren von Folterungen auf. |                                                    |
| Oktober 2014              | 21. Oktober 2014               | eine Frau in Syrien                                                           | Eine junge Frau wurde in Syrien im Beisein ihres Vaters vom IS gesteinigt, weil sie außerehelichen Geschlechtsverkehr gehabt haben soll. Die Hinrichtung wurde gefilmt. |                                                    |
| Oktober und November 2014 | Anfang November 2014           | mehrere hundert Angehörige eines irakischen Stammes in der Provinz al-Anbar   | Ende Oktober und Anfang November 2014 wurden mehrere hundert Mitglieder des sunnitischen Volksstammes Albu Nimr in der irakischen Provinz al-Anbar hingerichtet, weil dieser den IS bekämpft hatte. Die genaue Opferzahl ist unbekannt, Beobachter gehen von mehr als 630 Toten aus. |                                                    |
| November 2014             | 16. November 2014              | Peter Kassig                                                                  | Kassig war als Entwicklungshelfer in Syrien tätig und wurde am 1. Oktober 2013 in Deir ez-Zor im Osten Syriens entführt. Ein Video, in dem der abgeschlagene Kopf des US-Amerikaners zu sehen ist, wurde am 16. November 2014 veröffentlicht. |                                                    |
| November 2014             | 16. November 2014              | 22 syrische Soldaten                                                          | Das Video mit der Enthauptung von 22 syrischen Soldaten wurde am 16. November 2014 publiziert. In dem 16-minütigen Video tritt auch Jihadi John auf. Die Aufnahmen wurden mit professioneller Ausrüstung gedreht. | ,                                                  |
| November 2014             | 25. November 2014              | zwei Männer in Syrien                                                         | Ende November 2014 wurden zwei junge Männer im syrischen Gouvernement Deir ez-Zor gesteinigt, weil sie homosexuell gewesen sein sollen. Örtliche Aktivisten berichteten, dass es sich bei der Anklage um einen Vorwand gehandelt habe, um die beiden IS-Gegner zu exekutieren. |                                                    |
| Dezember 2014             | Dezember 2014                  | sieben Männer in Syrien und im Irak                                           | Anfang Dezember 2014 wurde ein Mann im nordsyrischen Ort Suluk wegen angeblicher Blasphemie enthauptet. Wenige Tage später wurden vier weitere Männer bei Homs unter dem gleichen Vorwurf geköpft. Ein vermeintlich homosexueller Mann wurde im selben Zeitraum in der Region Wilajet al-Furat vom Dach eines Hauses gestoßen und gesteinigt. Mitte des Monats soll bei Tikrit ein Mann wegen angeblicher „Hexerei“ öffentlich enthauptet worden sein. | ,                                                  |
| Dezember 2014             | 19. Dezember 2014              | etwa 100 IS-Kämpfer in Ar-Raqqah                                              | Die Financial Times berichtete am 19. Dezember 2014, dass etwa 100 Kämpfer hingerichtet worden seien, die das IS-Hauptquartier im syrischen Ar-Raqqah hätten verlassen wollen. |                                                    |
| Januar 2015               | Januar 2015                    | fünf Männer und eine Frau in Syrien und im Irak                               | Anfang des Monats wurde ein Straßenkünstler in Ar-Raqqah öffentlich enthauptet, weil er einige Zaubertricks vorführte. Zwei Männer wurden in Ninive vom Dach eines Hochhauses gestürzt, weil sie angeblich homosexuell waren. Zwei weitere Männer wurden in Mossul gekreuzigt und erschossen. Eine Frau wurde wegen angeblichen Ehebruchs von Scheich Abu Omar al-Ansari zur Steinigung verurteilt. Die Bilder wurden im Januar 2015 veröffentlicht. |                                                    |
| Januar 2015               | 18. Januar 2015                | 17 Männer in Deir ez-Zor                                                      | 17 Männer wurden in der syrischen Stadt Deir ez-Zor im Januar 2015 geköpft. Die Bilder wurden über Twitter verbreitet. |                                                    |
| Januar 2015               | 13. Januar 2015                | Mamajew Jambulat Jesenjanowitsch und Aschimow Sergej Nikolajawitsch           | Gegen Jesenjanowitsch aus Jambul (Kasachstan) und Nikolajawitsch wurden vom IS Spionagevorwürfe erhoben. Das Video ihrer Hinrichtung in der Gegend von Sham, Syrien, wurde am 13. Januar 2015 verbreitet. An der Erschießung war ein Kind beteiligt. |                                                    |
| Januar 2015               | 24. Januar 2015                | Haruna Yukawa                                                                 | Der japanische Sicherheitsdienstleister wurde am 14. August 2014 im Norden Syriens gefangen genommen, als Milizen des IS eine Stellung der Freien Syrischen Armee überrannten. Ein Bild seiner enthaupteten Leiche erschien am 24. Januar 2015. |                                                    |
| Januar 2015               | 25. Januar 2015                | Hujam Surchi                                                                  | Hujam Surchi war ein Angehöriger der Peschmerga. Er lebte im Dorf Bardasor nahe Bardarash und hatte elf Kinder. Er geriet bei der Verteidigung Mossuls am 6. August 2014 verwundet in die Gefangenschaft des IS. Das Video seiner Enthauptung wurde am 25. Januar 2015 verbreitet. | ,                                                  |
| Januar 2015               | 31. Januar 2015                | Kenji Gotō                                                                    | Der japanische Journalist Gotō geriet im Oktober 2014 in Syrien in Gefangenschaft, als er um die Freilassung seines Landsmanns Yukawa bitten wollte. Am 31. Januar 2015 wurde ein Video seiner Enthauptung veröffentlicht. |                                                    |
| Januar 2015               | Ende Januar 2015               | etwa 100 Gefangene im Irak und in Syrien                                      | In den ersten vier Wochen des Jahres 2015 sollen im Irak und in Syrien etwa 100 Gefangene des IS durch Enthauptungen, Steinigungen oder Kreuzigungen hingerichtet worden sein. |                                                    |
| Januar 2015               | 3. Februar 2015                | Muʿādh al-Kasāsba                                                             | al-Kasāsba war ein jordanischer Kampfpilot. Er stürzte am 24. Dezember 2014 bei einem Kampfeinsatz ab. Ein Video seiner Verbrennung wurde am 3. Februar 2015 verbreitet, seine Hinrichtung fand vermutlich bereits am 3. Januar 2015 statt. |                                                    |
| Februar 2015              | 9. Februar 2015                | acht Beduinen in Ägypten                                                      | Die ägyptische Terrororganisation Ansar Bait al-Maqdis, die sich im November 2014 zum IS bekannt hat, veröffentlichte am 9. Februar 2015 ein Video, das die Enthauptung von acht angeblichen Kollaborateuren mit der israelischen und ägyptischen Armee auf der Sinai-Halbinsel zeigte. Bereits im August 2014 hatte die Gruppe vier mutmaßliche Spione vor laufender Kamera enthauptet. | ,                                                  |
| Februar 2015              | 15. Februar 2015               | Enthauptung von 21 koptischen Christen in Libyen                              | Am 15. Februar 2015 erschien ein Video mit der Enthauptung von 21 christlichen Kopten aus Ägypten. Die Gastarbeiter waren vom libyschen IS-Ableger (in mutmaßlicher Abstimmung mit der Terrorgruppe Ansar al-Scharia) zwischen Ende Dezember 2014 und Anfang Januar 2015 entführt worden. | ,                                                  |
| Februar 2015              | 17. Februar 2015               | 30 bis 45 Zivilisten in der irakischen Provinz al-Anbar                       | Nach Angaben eines örtlichen Polizeichefs in der westirakischen Provinz al-Anbar wurden Mitte Februar 2015 etwa 30 bis 45 Personen im Rahmen einer öffentlichen Hinrichtung bei lebendigem Leib verbrannt, weil sie angeblich mit staatlichen Sicherheitskräften kollaboriert hatten. |                                                    |
| Februar 2015              | 27. Februar 2015               | 15 assyrische Christen in Syrien                                              | Am 27. Februar 2015 wurde bekannt, dass 15 Personen im syrischen Gouvernement al-Hasaka hingerichtet worden sein sollen. Sie gehörten einer Gruppe von bis zu 350 assyrischen Christen an, die einige Tage zuvor verschleppt worden waren. | ,                                                  |
| März 2015                 | 2. März 2015                   | vier Mitglieder der Sahwa-Miliz bei Tikrit                                    | Am 2. März 2015 wurde ein Video veröffentlicht, das die Erschießung von vier Angehörigen der sunnitischen Sahwa-Miliz bei Tikrit zeigte. Bereits im Dezember 2014 sollen 13 Mitglieder der Miliz hingerichtet worden sein. |                                                    |
| März 2015                 | 2. März 2015                   | zwei Männer in Nigeria                                                        | Die nigerianische Terrororganisation Boko Haram, die dem IS im März 2015 die Treue geschworen hat, veröffentlichte am 2. März ein Video mit der Enthauptung von zwei angeblichen Spionen. Im Oktober 2014 hatte die Gruppe bereits die Enthauptung eines nigerianischen Kampfpiloten, der in ihre Gefangenschaft geraten war, gefilmt und verbreitet. Auch an der Zivilbevölkerung wurden schon zahlreiche Massaker mit hunderten bis tausenden Toten verübt, unter anderem Anfang Januar 2015 in Baga. | ,                                                  |
| März 2015                 | 8. März 2015                   | mindestens drei Wachleute in Libyen                                           | Beim Angriff auf das Ölfeld Al-Ghani wurden in der ersten Märzwoche 2015 elf Wachleute getötet, mindestens drei von ihnen wurden nach der zwischenzeitlichen Einnahme enthauptet. |                                                    |
| März 2015                 | 9. März 2015                   | 30 IS-Kämpfer bei Tikrit                                                      | Eine Spezialeinheit des IS, die geflohene Kämpfer aus den eigenen Reihen verfolgen soll, richtete Anfang März 2015 nach Beginn der Schlacht um Tikrit 30 IS-Mitglieder hin und verbrannte die Leichen. |                                                    |
| März 2015                 | 9. März 2015                   | 20 Iraker in Al-Hawidscha                                                     | 20 schiitische Iraker, die sich paramilitärischen Einheiten anschließen und den IS bekämpfen wollten, wurden Anfang März 2015 in Al-Hawidscha gehängt. |                                                    |
| März 2015                 | 10. März 2015                  | drei Männer im Irak                                                           | Im Nordirak wurden in den Tagen vor dem 10. März 2015 drei Männer wegen angeblicher Blasphemie und Homosexualität öffentlich mit dem Schwert enthauptet. |                                                    |
| März 2015                 | 10. März 2015                  | Mohammed Said Ismail Musallam                                                 | Ein Gefangener des IS, bei dem es sich um den arabischen Israeli Mohammed Musallam handeln soll, wurde von einem Kind mit mehreren Schüssen getötet. Das Video der Tat wurde am 10. März 2015 im Internet veröffentlicht. Der Mann wurde beschuldigt, für den Mossad spioniert zu haben. Offizielle Stellen in Israel bestritten dies. Der Vater gab an, dass sein Sohn sich dem IS angeschlossen hatte, diesen aber wieder habe verlassen wollen. Bei dem ebenfalls im Video auftretenden IS-Kämpfer soll es sich um Sabri Essid, den Halbbruder von Mohamed Merah, handeln. Merah war im März 2012 für die Anschlagsserie in Midi-Pyrénées verantwortlich und wurde von der französischen Polizei erschossen. Das Kind soll sein Neffe sein. | ,                                                  |
| März 2015                 | 12. März 2015                  | Abu Jaafar al-Hattab                                                          | Am 12. März 2015 wurde berichtet, dass der IS einen seiner hochrangigsten Richter enthauptet hat. Abu Jaafar al-Hattab, der ursprünglich dem tunesischen Ableger der Terrorgruppe Ansar al-Scharia angehörte, wurde vorgeworfen, das Takfīr als Mitglied der Scharia-Kommission mit zu viel Eifer und Härte durchgesetzt zu haben. |                                                    |
| April 2015                | 19. April 2015                 | 30 äthiopische Christen                                                       | Ein Video zeigt Enthauptungen und Erschießungen von 30 äthiopischen Christen an zwei Standorten in Libyen. |                                                    |
| April 2015                | 25. April 2015                 | 185 irakische Soldaten                                                        | Nachdem der IS eine Stellung des irakischen Militärs am Tharthar-See, 70 Kilometer nördlich von Ramadi, eingenommen hatte, wurden 140 Soldaten und Offiziere in der Militärbasis hingerichtet und weitere 45 Männer nach Falludscha gebracht und dort hingerichtet. Unter den Toten waren General Hassan Abbas Tufan, Kommandeur der Ersten Division der irakischen Streitkräfte, sowie ein Brigadekommandeur und weitere Offiziere. |                                                    |
| unbekannt                 | 27. April 2015                 | sechs Journalisten in Libyen                                                  | Fünf libysche und ein ägyptischer Journalist, tätig bei Al-Barka TV mit Sitz in Bengasi, wurden im Osten Libyens mit durchgeschnittenen Kehlen aufgefunden. Sie waren acht Monate zuvor entführt worden. |                                                    |
| Mai 2015                  | 14. Mai 2015                   | 26 Zivilisten in Syrien                                                       | Nach der Eroberung von Palmyra wurden aus den umliegenden Dörfern 26 Zivilisten exekutiert. Ein Video tauchte am 4. Juli 2015 in der Öffentlichkeit auf. | ,                                                  |
| Mai 2015                  | 21. Mai 2015                   | 18 IS-Terroristen                                                             | Die Terroristen aus den eigenen Reihen wurden im Nord-Irak hingerichtet, nachdem ihnen vorgeworfen worden war, mit kurdischen Kämpfern Kontakt aufgenommen zu haben, um sich ihnen zu ergeben. |                                                    |
| unbekannt                 | 23. Juni 2015                  | 16 Gefangene                                                                  | Der IS veröffentlicht ein Video, das die Ermordung von fünf Männern durch Ertränken in einem Käfig in der nordirakischen Stadt Mossul zeigt. Ein mit Gefangenen besetztes Auto wird mit einer Panzerfaust beschossen, die Gefangenen verbrennen. Weitere Gefangene werden durch Sprengstoffschnüre enthauptet. |                                                    |
| Juli 2015                 | 28. Juli 2015                  | sechs irakische Flüchtlinge                                                   | Je drei Brüder aus zwei Familien wurden in der Nähe der nordirakischen Stadt Kirkuk wegen eines Fluchtversuchs aus ihrem Heimatdorf öffentlich durch Erschießen hingerichtet. |                                                    |
| August 2015               | 12. August 2015                | Tomislav Salopek                                                              | Der kroatische Techniker war nach seiner Entführung am 22. Juli 2015 in Ägypten Anfang August 2015 enthauptet worden. |                                                    |
| 18. August 2015           | 19. August 2015                | Khaled Asaad                                                                  | Der im Juli 2015 vom IS entführte wissenschaftliche Leiter für die Bewahrung und Aufarbeitung der antiken Oasenstadt Palmyra wurde dort enthauptet und der Leichnam öffentlich zur Schau gestellt. |                                                    |
|                           | 5. Oktober 2015                | 70 Angehörige des sunnitischen Albu-Nimr-Stammes nordöstlich der Stadt Ramadi | Unter den erschossenen Menschen befanden sich auch Kinder. |                                                    |
| vor dem 24. Oktober 2015  | 24. Oktober 2015               | Ein syrischer Soldat                                                          | Fadi Ammar Zidan, ein 19-jähriger syrischer Soldat, welcher gefangen genommen und beschuldigt wurde, ISIS-Kämpfer mit einem Panzer überfahren zu haben, wird getötet, indem er selbst mit einem T-55 überfahren wird. Dies wird gefilmt, und das Video verbreitet. |                                                    |
| 13. und 14. November 2015 | 13. November 2015              | 129 überwiegend europäische Zivilisten                                        | Siehe Terroranschläge am 13. November 2015 in Paris. |                                                    |
| November 2015             | 18. November 2015              | Ole Johan Grimsgaard-Ofstad und Fan Jinghui                                   | Nach den Anschlägen in Paris teilte der IS mit, die beiden norwegischen und chinesischen Geiseln exekutiert zu haben, nachdem kein Lösegeld bezahlt wurde. |                                                    |
|                           | 3. Februar 2016                | drei Personen in Sirte, Libyen                                                | Exekution von drei Personen, die der Spionage beschuldigt wurden. |                                                    |
|                           | 5. April 2016                  | 15 Personen in Falludscha                                                     | Verbrennung von Zivilisten, die versucht hatten, aus der belagerten Stadt Falludscha zu fliehen. |                                                    |
|                           | 20. Juli 2016                  | 2 Personen in Ninawa                                                          | Enthauptungen zweier angeblicher Spione durch Rachid Kassim und einen weiteren Franzosen, die durch ein Video zum Anschlag in Nizza veröffentlicht wurden |                                                    |